# Nemzetek vegyes részvételei a 2010. évi nyári ifjúsági olimpiai játékokon
A 2010. évi nyári ifjúsági olimpiai játékokon olyan versenyszámokat is rendeztek, ahol a részt vevő csapatok, illetve párosok tagjai különböző nemzetek sportolóiból álltak.
Amikor egy, különböző nemzetek sportolóiból álló csapat érmet nyert, akkor az eredményhirdetéskor az olimpiai zászlót vonták fel; ha egy, különböző nemzetek sportolóiból álló csapat aranyérmet nyert, akkor az olimpiai himnuszt játszották le.

## Éremtáblázat
Az alábbi éremtáblázat tartalmazza mindazokat a nemzeteket, amelynek valamely sportolója valamilyen érmet nyert olyan csapat tagjaként, amelyben a csapat tagjai különböző nemzetek sportolóiból álltak. Amennyiben egy adott nemzetből több sportoló szerepelt az adott csapatban, akkor is csak egy érem került feltüntetésre az éremtáblázatban. Például a vívás, csapat versenyszámában a győztes csapatban a hat csapattagból öt olasz nemzetiségű volt, de az éremtáblázatban csak egy aranyérem került feltüntetésre.
A feltüntetett érmek összessége mutatja, hogy egy adott nemzet sportolói hány olyan, különböző nemzetek sportolóiból álló csapat tagjai voltak, amely érmet nyertek, valamilyen versenyszámban.
Összesen 63 nemzet valamely sportolója nyert érmet olyan csapat tagjaként, amelyben a csapatok tagjai különböző nemzetiségűek voltak.
Jelmagyarázat:
| Szingapúr (rendező nemzet) |
| Magyarország               |

Sorrend: Aranyérmek száma, Ezüstérmek száma, Bronzérmek száma, Nemzetnév
| Nemzetek sportolói által nyert érmek a 2010. évi nyári ifjúsági olimpiai játékokon olyan csapat tagjaként, amelyben különböző nemzet sportolói vettek részt | Nemzetek sportolói által nyert érmek a 2010. évi nyári ifjúsági olimpiai játékokon olyan csapat tagjaként, amelyben különböző nemzet sportolói vettek részt | Nemzetek sportolói által nyert érmek a 2010. évi nyári ifjúsági olimpiai játékokon olyan csapat tagjaként, amelyben különböző nemzet sportolói vettek részt | Nemzetek sportolói által nyert érmek a 2010. évi nyári ifjúsági olimpiai játékokon olyan csapat tagjaként, amelyben különböző nemzet sportolói vettek részt | Nemzetek sportolói által nyert érmek a 2010. évi nyári ifjúsági olimpiai játékokon olyan csapat tagjaként, amelyben különböző nemzet sportolói vettek részt | Olimpia  |
| --- | --- | --- | --- | --- | -------- |
| | Ország | Arany | Ezüst | Bronz | Összesen |
| 1. | Olaszország (ITA) | 3 | 1 | 2 | 6        |
| 2. | Oroszország (RUS) | 2 | 3 | 1 | 6        |
| 3. | Nagy-Britannia (GBR) | 2 | 1 | 1 | 4        |
| 4. | Egyesült Államok (USA) | 2 | 0 | 2 | 4        |
| 5. | Lengyelország (POL) | 1 | 2 | 0 | 3        |
| 6. | Belgium (BEL) | 1 | 0 | 2 | 3        |
| 7. | Ausztria (AUT) | 1 | 0 | 1 | 2        |
| | Magyarország (HUN) | 1 | 0 | 1 | 2        |
| | Izrael (ISR) | 1 | 0 | 1 | 2        |
| | Ukrajna (UKR) | 1 | 0 | 1 | 2        |
| 11. | Bahama-szigetek (BAH) | 1 | 0 | 0 | 1        |
| | Fehéroroszország (BLR) | 1 | 0 | 0 | 1        |
| | Brazília (BRA) | 1 | 0 | 0 | 1        |
| | Kongói Demokratikus Köztársaság (COD) | 1 | 0 | 0 | 1        |
| | Kuba (CUB) | 1 | 0 | 0 | 1        |
| | Csehország (CZE) | 1 | 0 | 0 | 1        |
| | Dominikai Köztársaság (DOM) | 1 | 0 | 0 | 1        |
| | Spanyolország (ESP) | 1 | 0 | 0 | 1        |
| | Jamaica (JAM) | 1 | 0 | 0 | 1        |
| | Japán (JPN) | 1 | 0 | 0 | 1        |
| | Kazahsztán (KAZ) | 1 | 0 | 0 | 1        |
| | Peru (PER) | 1 | 0 | 0 | 1        |
| | Portugália (POR) | 1 | 0 | 0 | 1        |
| | Svájc (SUI) | 1 | 0 | 0 | 1        |
| | Szlovákia (SVK) | 1 | 0 | 0 | 1        |
| 26. | Új-Zéland (NZL) | 0 | 3 | 0 | 3        |
| 27. | Ausztrália (AUS) | 0 | 2 | 1 | 3        |
| | Kína (CHN) | 0 | 2 | 1 | 3        |
| | Németország (GER) | 0 | 2 | 1 | 3        |
| 30. | Törökország (TUR) | 0 | 1 | 2 | 3        |
| 31. | Dél-Korea (KOR) | 0 | 1 | 1 | 2        |
| | Dél-afrikai Köztársaság (RSA) | 0 | 1 | 1 | 2        |
| 33. | Görögország (GRE) | 0 | 1 | 0 | 1        |
| | Hongkong (HKG) | 0 | 1 | 0 | 1        |
| | Mongólia (MGL) | 0 | 1 | 0 | 1        |
| | Málta (MLT) | 0 | 1 | 0 | 1        |
| | Nigéria (NGR) | 0 | 1 | 0 | 1        |
| | Omán (OMA) | 0 | 1 | 0 | 1        |
| | Szenegál (SEN) | 0 | 1 | 0 | 1        |
| | Szlovénia (SLO) | 0 | 1 | 0 | 1        |
| | Türkmenisztán (TKM) | 0 | 1 | 0 | 1        |
| 42. | Románia (ROU) | 0 | 0 | 2 | 2        |
| 43. | Algéria (ALG) | 0 | 0 | 1 | 1        |
| | Andorra (AND) | 0 | 0 | 1 | 1        |
| | Argentína (ARG) | 0 | 0 | 1 | 1        |
| | Bosznia-Hercegovina (BIH) | 0 | 0 | 1 | 1        |
| | Kanada (CAN) | 0 | 0 | 1 | 1        |
| | Costa Rica (CRC) | 0 | 0 | 1 | 1        |
| | Egyiptom (EGY) | 0 | 0 | 1 | 1        |
| | Fidzsi-szigetek (FIJ) | 0 | 0 | 1 | 1        |
| | Honduras (HON) | 0 | 0 | 1 | 1        |
| | India (IND) | 0 | 0 | 1 | 1        |
| | Líbia (LBA) | 0 | 0 | 1 | 1        |
| | Litvánia (LTU) | 0 | 0 | 1 | 1        |
| | Mexikó (MEX) | 0 | 0 | 1 | 1        |
| | Mauritius (MRI) | 0 | 0 | 1 | 1        |
| | Pápua Új-Guinea (PNG) | 0 | 0 | 1 | 1        |
| | Szingapúr (SIN) | 0 | 0 | 1 | 1        |
| | Tunézia (TUN) | 0 | 0 | 1 | 1        |
| | Üzbegisztán (UZB) | 0 | 0 | 1 | 1        |
| | Venezuela (VEN) | 0 | 0 | 1 | 1        |
| | Zimbabwe (ZIM) | 0 | 0 | 1 | 1        |

## Asztalitenisz
| Versenyszám   | Arany                                                          | Ezüst                                                              | Bronz                                                 |
| ------------- | -------------------------------------------------------------- | ------------------------------------------------------------------ | ----------------------------------------------------- |
| Vegyes csapat | Japán (JPN) nemzetéhez tartozó sportolókból álló csapat nyerte | Dél-Korea (KOR) nemzetéhez tartozó sportolókból álló csapat nyerte | Gu Yuting · Kína (CHN) és · Adem Hmam · Tunézia (TUN) |

## Atlétika
| Versenyszám        | Arany | Ezüst | Bronz |
| ------------------ | --- | --- | --- |
| Fiú, vegyes váltó  | Amerika · Caio dos Santos · Brazília (BRA) · Odane Skeen · Jamaica (JAM) · Najee Glass · Egyesült Államok (USA) · Luguelín Santos · Dominikai Köztársaság (DOM)           | Európa · David Bolarinwa · Nagy-Britannia (GBR) · Tomasz Kluczynski · Lengyelország (POL) · Marco Lorenzi · Olaszország (ITA) · Nikita Uglov · Oroszország (RUS)        | Óceánia · Lepani Naivalu · Fidzsi-szigetek (FIJ) · John Rivan · Pápua Új-Guinea (PNG) · Nicholas Hough · Ausztrália (AUS) · Raheen Williams · Ausztrália (AUS) |
| Lány, vegyes váltó | Amerika · Myasia Jacobs · Egyesült Államok (USA) · Tynia Gaither · Bahama-szigetek (BAH) · Rashan Brown · Bahama-szigetek (BAH) · Robin Reynolds · Egyesült Államok (USA) | Afrika · Josephine Omaka · Nigéria (NGR) · Nkiruka Florence Nwakwe · Nigéria (NGR) · Izelle Neuhoff · Dél-afrikai Köztársaság (RSA) · Bukola Abogunloko · Nigéria (NGR) | Európa · Annie Tagoe · Nagy-Britannia (GBR) · Anna Bongiorni · Olaszország (ITA) · Sonja Mosler · Németország (GER) · Bianca Razor · Románia (ROU)             |

## Cselgáncs
| Versenyszám   | Arany | Ezüst | Bronz |
| ------------- | --- | --- | --- |
| Vegyes csapat | Essen · Alex Garcia Mendoza · Kuba (CUB) · Lesly Cano · Peru (PER) · Kairat Agibayev · Kazahsztán (KAZ) · Andrea Krisandova · Szlovákia (SVK) · Miku Tashiro · Japán (JPN) · Pedro Rivadulla · Spanyolország (ESP) · Daryl Lokuku Ngambomo · Kongói Demokratikus Köztársaság (COD) | Belgrád · Haley Baxter · Új-Zéland (NZL) · Marius Piepke · Németország (GER) · Jennet Geldybayeva · Türkmenisztán (TKM) · Dulguun Otgonbayar · Mongólia (MGL) · Anna Dmitrieva · Oroszország (RUS) · Jeremy Saywell · Málta (MLT) · Lola Mansour · Belgium (BEL) · Babacar Cisse · Szenegál (SEN) | Tokió · Gaelle Nemorin · Mauritius (MRI) · Batuhan Efemgil · Törökország (TUR) · Seul Bi Bae · Dél-Korea (KOR) · Fabio Basile · Olaszország (ITA) · Kevin Fernandez · Honduras (HON) · Rotem Shor · Izrael (ISR) · Kseniya Darchuk · Ukrajna (UKR) · Patrik Ferreira Martins · Andorra (AND)           |
| Vegyes csapat | Essen · Alex Garcia Mendoza · Kuba (CUB) · Lesly Cano · Peru (PER) · Kairat Agibayev · Kazahsztán (KAZ) · Andrea Krisandova · Szlovákia (SVK) · Miku Tashiro · Japán (JPN) · Pedro Rivadulla · Spanyolország (ESP) · Daryl Lokuku Ngambomo · Kongói Demokratikus Köztársaság (COD) | Belgrád · Haley Baxter · Új-Zéland (NZL) · Marius Piepke · Németország (GER) · Jennet Geldybayeva · Türkmenisztán (TKM) · Dulguun Otgonbayar · Mongólia (MGL) · Anna Dmitrieva · Oroszország (RUS) · Jeremy Saywell · Málta (MLT) · Lola Mansour · Belgium (BEL) · Babacar Cisse · Szenegál (SEN) | Kairó · Christine Huck · Ausztria (AUT) · Eldin Omerovic · Bosznia-Hercegovina (BIH) · Neha Thakur · India (IND) · Andrea Guillen · Costa Rica (CRC) · Mansurkhuja Muminkhujaev · Üzbegisztán (UZB) · Barbara Matic · Horvátország (CRO) · Pedro Pineda · Venezuela (VEN) · Ioan Visan · Románia (ROU) |

## Íjászat
| Versenyszám   | Arany                                                                           | Ezüst                                                                      | Bronz                                                                         |
| ------------- | ------------------------------------------------------------------------------- | -------------------------------------------------------------------------- | ----------------------------------------------------------------------------- |
| Vegyes csapat | Gloria Filippi · Olaszország (ITA) és · Anton Karoukin · Fehéroroszország (BLR) | Zoi Paraskevopoulou · Görögország (GRE) és · Gregor Rajh · Szlovénia (SLO) | Begunhan Unsal · Törökország (TUR) és · Abdul Dayyan Jaffar · Szingapúr (SIN) |

## Lovaglás
| Versenyszám               | Arany | Ezüst | Bronz |
| ------------------------- | --- | --- | --- |
| Díjugratás, vegyes csapat | Európa · Martin Fuchs · Svájc (SUI) · Wojciech Dahlke · Lengyelország (POL) · Valentina Isoardi · Olaszország (ITA) · Carian Scudamore · Nagy-Britannia (GBR) · Nicola Philippaerts · Belgium (BEL) | Ausztrálázsia · Zin Man Lai · Hongkong (HKG) · Jake Lambert · Új-Zéland (NZL) · Zhengyang Xu · Kína (CHN) · Sultan Al Tooqi · Omán (OMA) · Thomas McDermott · Ausztrália (AUS) | Afrika · Yara Hanssen · Zimbabwe (ZIM) · Zakaria Hamici · Algéria (ALG) · Abduladim Mlitan · Líbia (LBA) · Mohamed Abdalla · Egyiptom (EGY) · Samantha McIntosh · Dél-afrikai Köztársaság (RSA) |

## Öttusa
| Versenyszám  | Arany                                                                  | Ezüst                                                        | Bronz                                                                              |
| ------------ | ---------------------------------------------------------------------- | ------------------------------------------------------------ | ---------------------------------------------------------------------------------- |
| Vegyes váltó | Anastasiya Spas · Ukrajna (UKR) és · Ilya Shugarov · Oroszország (RUS) | Zhu Wenjing · Kína (CHN) és · Kim Dae-Beom · Dél-Korea (KOR) | Gulnaz Gubaydullina · Oroszország (RUS) és · Lukas Kontrimavicius · Litvánia (LTU) |

## Tenisz
| Versenyszám | Arany                                                                     | Ezüst                                                                | Bronz                                                                   |
| ----------- | ------------------------------------------------------------------------- | -------------------------------------------------------------------- | ----------------------------------------------------------------------- |
| Fiú, páros  | Oliver Golding · Nagy-Britannia (GBR) és · Jiri Vesely · Csehország (CZE) | Oroszország (RUS) nemzetéhez tartozó sportolókból álló csapat nyerte | Szlovákia (SVK) nemzetéhez tartozó sportolókból álló csapat nyerte      |
| Lány, páros | Kína (CHN) nemzetéhez tartozó sportolókból álló csapat nyerte             | Szlovákia (SVK) nemzetéhez tartozó sportolókból álló csapat nyerte   | Babos Tímea · Magyarország (HUN) és · An-Sophie Mestach · Belgium (BEL) |

## Triatlon
| Versenyszám   | Arany | Ezüst | Bronz |
| ------------- | --- | --- | --- |
| Vegyes csapat | Európa 1 · Dudás Eszter · Magyarország (HUN) · Miguel Valente Fernandes · Portugália (POR) · Fanny Beisaron · Izrael (ISR) · Alois Knabl · Ausztria (AUT) | Óceánia 1 · Ellie Salthouse · Ausztrália (AUS) · Michael Gosman · Ausztrália (AUS) · Maddie Dillon · Új-Zéland (NZL) · Aaron Barclay · Új-Zéland (NZL) | Amerika 1 · Kelly Whitley · Egyesült Államok (USA) · Kevin McDowell · Egyesült Államok (USA) · Adriana Barraza · Mexikó (MEX) · Lautaro Diaz · Argentína (ARG) |

## Vívás
| Versenyszám   | Arany | Ezüst | Bronz |
| ------------- | --- | --- | --- |
| Vegyes csapat | Európa 1 · Yana Egoryan · Oroszország (RUS) · Marco Fichera · Olaszország (ITA) · Camilla Mancini · Olaszország (ITA) · Leonardo Affede · Olaszország (ITA) · Alberta Santuccio · Olaszország (ITA) · Edoardo Luperi · Olaszország (ITA) | Európa 2 · Anja Musch · Németország (GER) · Nikolaus Bodoczi · Németország (GER) · Victoria Alekseeva · Oroszország (RUS) · Richard Hubers · Németország (GER) · Martyna Swatowska · Lengyelország (POL) · Tevfik Burak Babaoglu · Törökország (TUR) | Amerika 1 · Celina Merza · Egyesült Államok (USA) · Alexandre Lyssov · Kanada (CAN) · Allana Goldie · Kanada (CAN) · Will Spear · Egyesült Államok (USA) · Katharine Holmes · Egyesült Államok (USA) · Alexander Massilas · Egyesült Államok (USA) |

## Fordítás
Ez a szócikk részben vagy egészben  a   Mixed-NOCs participation at the 2010 Summer Youth Olympics című angol Wikipédia-szócikk fordításán alapul.  Az eredeti cikk szerkesztőit annak laptörténete sorolja fel. Ez a jelzés csupán a megfogalmazás eredetét és a szerzői jogokat jelzi, nem szolgál a cikkben szereplő információk forrásmegjelöléseként.